# Gay pornografie

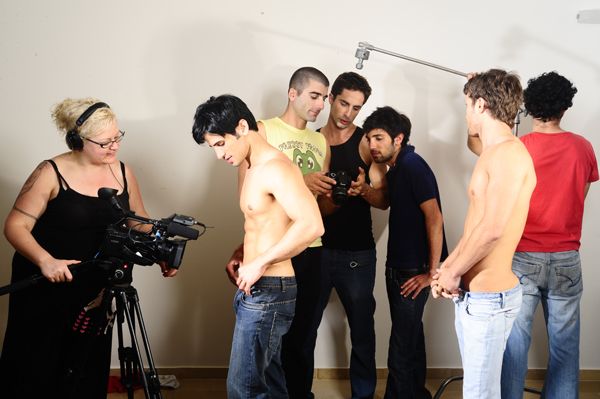
Snímek z natáčení gay pornografického filmu Men of Israel společnosti Lucas Entertainment s režisérem Michaelem Lucasem konzultujícím záběr s herci

Gay pornografie (zkráceně gay porno) představuje sexuálně explicitní kulturní artefakt (literaturu, obraz, fotografii, film…) zpodobňující pohlavní styk mezi muži s primárním cílem vzbudit v publiku bezprostřední sexuální vzrušení. Může být určena jak pro homosexuální či bisexuální muže, tak pro heterosexuální nebo bisexuální ženy.

## Vymezení pojmu
I když existují z historie doklady o zaznamenávání mužské homosexuální erotiky prakticky na jakémkoli nosiči, v moderní době se pornografický průmysl zaměřuje hlavně na produkci domácího videa, televizních programů, tzv. videa na vyžádání (VoD), filmů distribuovaných na Internetu, případně též fotografií a časopisů. Děje se tak ve shodě s převažující heterosexuální pornografií.
Za homosexuální porno se typicky označují filmy zobrazující pohlavní styk mezi muži zaměřené na mužské homosexuální publikum. Užití pro ženské heterosexuální publikum je vnímáno spíše okrajově. Také záznamy mužské autoerotiky jsou obvykle chápány jako součást gay pornografie, i když v nich nedochází přímo k homosexuálnímu styku; děje se tak s předpokladem převážně mužského, a tedy homosexuálního publika. Naopak vyobrazování sexuálních aktivit mezi ženami je subžánrem heterosexuální pornografie určené převážně mužskému heterosexuálnímu publiku. Lesbická pornografie vznikající pro publikum homosexuálních žen je v pornoprůmyslu rovněž okrajová.
Daniel Eisenberg v Encyklopedii homosexuality zmiňuje i alternativní pohled, který za homosexuální označuje prakticky veškerou pornografii. Tento názor je založený na skutečnosti, že většinu porna vytvářejí muži pro stimulaci jiných mužů, a to i když zachycuje heterosexuální styk a producenti i konzumenti se identifikují jako heterosexuálové.

## Historie

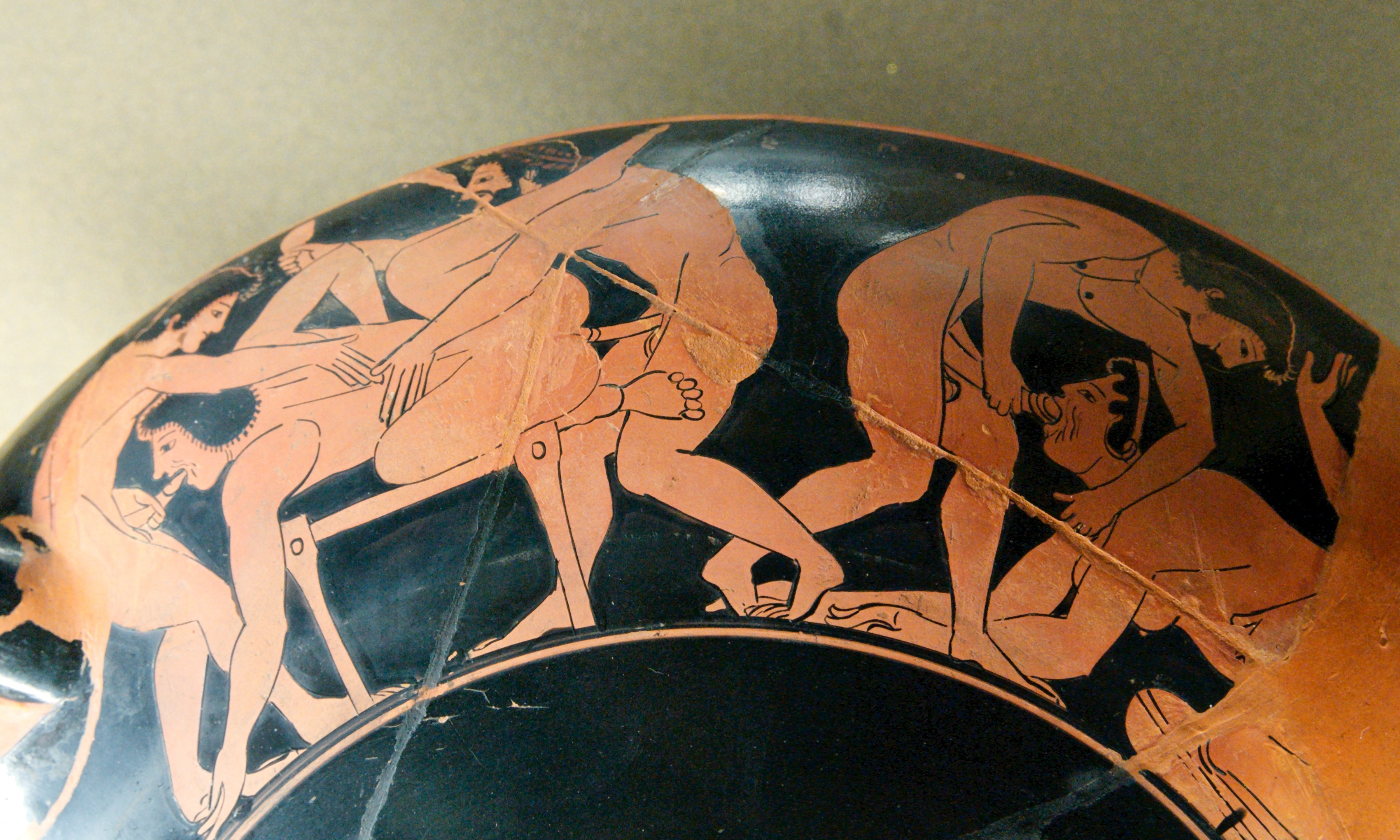
Homoerotický výjev v červenofigurální výzdobě starořecké nádoby kylix, cca 510 př. n. l.

Historické pornografické artefakty do značné míry podléhaly zkáze, tím spíše ty homosexuální. Přesto se explicitní vyobrazení nacházejí už např. na vázách antického Řecka. Méně známé jsou gay pornografické prvky v islámské poezii nebo perských obrazech. V Číně období Ming (14.–17. st.) se objevovala homosexuální sexuálně explicitní literatura a ještě z pozdější doby je známa novela Sen v červené komnatě s bisexuálním hrdinou a řadou homosexuálních epizod. Také japonský autor Saikaku Ihara psal o homosexuálních vztazích mezi samuraji.

### Novověk v západní civilizaci
Až do 19. století se v západních zemích homosexuální pornografie spojovala s obhajobou sodomie. Mezi taková díla patří Alicibiade fanciullo a scola z Itálie 17. století nebo bisexuální filozofická próza Markýze de Sade. Z Anglie konce 19. století pochází pornografické knihy Hříchy měst na planině (The Sins of the Cities of the Plain, 1881) nebo Oskaru Wildeovi připisovaná Teleny (Teleny, or The Reverse of the Medal, 1893). Jen málo pornografických textů však vyšlo tiskem; ještě ve 20. století příběhy kolovaly ve strojopisných kopiích.
Vynález fotografie v 19. století poskytl pornografii nové médium. Nejznámějším tvůrcem mužských erotických portrétů byl Baron von Gloeden. V Německu i Británii působili i další autoři, jejich tvorba však byla nezákonná. Postupnou cestu z ilegality přinesl ve 20. století v Německu a USA rozmach naturismu a tělesné kultury. Pod záminkou zájmu o tělesný rozvoj vznikaly erotické časopisy, série fotografií a filmy. Po devastaci německé kultury nacisty a druhou světovou válkou se pak centrem gay pornografie staly Spojené státy. Významnou postavou byl Bob Mizer, který se věnoval homoerotické fotografii a roku 1945 založil v Los Angeles společnost (Athletic Model Guild). Koncem 40. let začaly vznikat i první umělecké filmové snímky s homoerotickým vyobrazením jako např. Un Chant D'Amour Jeana Geneta nebo Fireworks Kennetha Angera.
V dalších letech probíhaly snahy o uvolnění cenzury, které postupně ve většině státech USA končily úspěchem. Významným krokem bylo v USA v 70. letech povolení poštovních zásilek s pornografickým obsahem. Od 60. let lze už – v souvislosti s celkovou sexuální liberalizací – hovořit o zrodu pornoprůmyslu a postupně se profilovalo i jeho homosexuální odvětví. V Dánsku roku 1969 došlo ke zrušení veškerých zákonných omezení pornografie a k její plné legalizaci.

### USA po Stonewallu
Po roce 1970 v západních zemích přispěl dynamický rozvoj gay hnutí, růst společenské akceptace homosexuality a odstranění většiny právních omezení pro výrobu a distribuci pornografie k prudkému rozvoji gay pornografie.
Už v roce 1968 se začaly promítat v některých amerických kinech jako např. losangeleském Park Theatre softcore erotické filmy Boba Mizera, Pata Rocca ad. V roce 1970 se pak objevily i první veřejné projekce hardcore filmů. Mezi první klasické filmy tohoto charakteru se řadí Boys In the Sand režiséra Wakefielda Poola s Casey Donovanem nebo Seven in a Barn režiséra J. Briana natočený podle pornografického bestselleru z 60. let. Pornokina se vedle gay barů či lázní stala místy pro setkávání gayů i sexuální aktivity (s epidemií AIDS však později došlo k útlumu).
Levná video technologie pak umožnila snazší vstup nových autorů do pornoprůmyslu a rozvoj amatérské tvorby. Po vzoru Playboye také vznikala řada časopisů s výraznými pornografickými obrazovými a textovými prvky (Blueboy, Honcho, In Touch ad.) a svůj pornografický a masturbační účel otevřeně proklamoval např. magazín Stroke.
V 80. letech došlo k oživení psané a kreslené pornografie, která oproti fotografii a filmu nekladla hranice fantazii a umožňovala i beztrestné překračování zákonných omezení, např. o mezigeneračním styku. Novinka v podobě sexu po telefonu pak umožnila perzonalizovanou ústní pornografii. Stíraly se hranice mezi pornografií a vysokým uměním. Malíři, fotografové a spisovatelé tvořili díla stimulující vzrušení a naopak tvůrci pornografie dosahovali hranic populárního umění. Boyd McDonald s časopisem Straight to Hell se stal průkopníkem ve sběru výpovědí psaných samotnými čtenáři, které z velké části popisovaly skutečné sexuální příběhy. Obdobné materiály pak vycházely i knižně. John Preston, Samuel Steward a Larry Townsend psali pornografické romány. Dvěma předními vizuálními umělci byli Tom of Finland a Rex. Vycházely pornografické komiksy.
V raných 80. letech se začaly točit první „velkorozpočtové“ hardcore filmy a objevovali se v nich také první gay-for-pay herci. Mezi vůdčí osobnosti pornografického filmu a videa té doby patřili mj. Jean-Daniel Cadinot, William Higgins a další. Od 80. let se gay pornoprůmysl rozvíjel také mimo USA, zpočátku ve Francii, v Japonsku, v menší míře a výhradně pro export i v Thajsku, Brazílii a Mexiku.

### Epidemie AIDS a technologie na přelomu tisíciletí
Probuzené společenské povědomí o viru HIV a panika z AIDS v průběhu 80. let ovlivnily významně i filmovou pornografickou tvorbu. V gay produkci dříve než v heterosexuální došlo k rozšíření použití kondomů a dodnes je častější. Mickey Skee označil za první film s kondomem snímek Life Guard z roku 1985 s Leo Fordem and Rickem Donovanem. Před 90. lety šlo spíše o výjimečný jev, následně se však při análním styku stalo použití kondomu běžné. Např. Gay Erotic Video Awards od počátku 90. let udělovaly cenu v kategorii „nejlepšího vyobrazení bezpečného sexu“ a po smrti herce Leo Forda byla ustavena cena Leo Ford Humanitarian Award pro pornoherce propagujícího bezpečnější sex. Heterosexuální pornografie k podobnému trendu užívání kondomů přistoupila až koncem 90. let.
Zároveň s tím však docházelo i k poklesu diváckého zájmu a tržeb, neboť pro diváky kondom představuje rušivý element omezující spontaneitu. Některé společnosti proto svou „safer sex“ politiku později zmírnily. Koncem 90. let přikročily některé zavedené společnosti jako Catalina nebo Falcon k reedicím klasických filmů z dob před používáním kondomů (pre-condom) a jiné nově vznikající společnosti začaly točit tzv. bareback scény (s análním stykem bez kondomu). Bareback produkce se stala jednou z konkurenčních výhod a zároveň předmětem kritiky jiných společností, které přijaly politiku bezpečnějšího sexu. Např. známá středoevropská společnost Bel Ami koncem nultých let 21. století oživila natáčení bez kondomu a podpořila to argumentem nízké míry nákazy HIV ve východoevropských zemích a pravidelným testováním svých herců na HIV. Byla za to kritizována konkurenčním studiem Williama Higginse. S dalším vývojem se k bareback produkci přidaly i další značky, v lednu 2019 po téměř 30letém období publikovalo nově natočenou scénu bez použití kondomu i jedno z hlavních amerických studií Falcon.
Jiným významným faktorem ovlivňujícím pornografickou tvorbu byl rozvoj informačních technologií, který se projevil i v přesunu distribuce z VHS na nosiče DVD (a výjimečně i blu-ray). Z pornokin 70. let se konzumace přenesla přes domácí video 90. let k počítačům. Rozmach Internetu přinesl celému kinematografickému průmyslu včetně gay porna na jedné straně hrozbu internetového pirátství, na druhé straně i nové distribuční příležitosti. Začaly vznikat webové stránky s placeným přístupem nabízející streamované video a e-shopy umožňující za poplatek stažení celých filmů nebo jednotlivých scén. Principy videa na vyžádání z kabelových televizí se snadno uchytily na internetových stránkách. Sex po telefonu získal obdobu ve formě interaktivního erotického videochatu.
Další technologickou novinkou, která proniká i do gay pornoprůmyslu je trojrozměrný záznam. Již zmíněná společnost Bel Ami jako první vydala v roce 2011 blu-ray s 3D gay pornofilmem nazvaným 3D Bel Ami. Průkopníkem 3D technologie je Dominic Ford, který od roku 2008 distribuuje gay 3D video na Internetu.

## Gay pornografický průmysl
Jeffrey Escoffier uvádí, že gay segment tvoří značnou část pornografického průmyslu. I přes absenci přesnějších statistik odhaduje 10% až 25% podíl.
Joe A. Thomas popisuje rozvoj (amerického) pornografického filmového průmyslu v 90. letech, kdy se zrodila ucelená interaktivní subkultura herců a fanoušků, režisérských celebrit, vlivných kritiků, časopisů a webů. Také tištěná pornografie se zaměřuje na hvězdy z videa, jakož i ostatní gay média. Gay pornoprůmysl udílí i vlastní ocenění po vzoru mainstreamového filmového průmyslu (viz níže).
V souvislosti se závěrem 20. století Thomas uvádí, že pro mnoho herců jejich filmová práce sloužila primárně k budování jména, aby získali práci jako go-go tanečníci v gay klubech, kde si mohli vydělat mnohem více peněz. Samotné výdělky z pornoprůmyslu k uživení nestačily. Jejich výše se lišila v závislosti na popularitě a zkušenostech účinkujícího, na společnosti pro kterou točil a na typu požadované práce. Herci byli placeni za scénu, a to v rozsahu 500 až 2500 dolarů. Aktivní herci (tops) byli obvykle placeni lépe než pasivní (bottoms), protože stejně jako v heterosexuálním pornu byla ceněnou komoditou stabilní erekce. Výdělky jsou jedním z faktorů, které k tvorbě gay porna přitahuje i herce, kteří se sami identifikují jako heterosexuálové (tzv. gays-for-pay). V heterosexuální pornografii je totiž středem pozornosti vždy žena a mužští herci hrají jen sekundární roli, na rozdíl od gay porna. Proto jsou výdělky mužů v obou odvětvích značně rozdílné. Přesto pro mnoho herců představuje gay porno jen přivýdělek k jejich „dennímu zaměstnání“. Pro další herce je hlavním zdrojem příjmů poskytování eskortních služeb. To potvrzuje např. i v roce 2015 Mike Alvear, podle něhož se v této době platí (americkým) pornohercům za scénu asi 500 až 1000 dolarů, těm největším hvězdám mimořádně až 5000 dolarů. K přivýdělkům patří vlastní webové stránky, osobní vystoupení v klubech, prodej upomínkových předmětů apod.
Thomas dále popisuje některé rozdíly a společné prvky gay a heterosexuálního pornoprůmyslu: Oba zaznamenaly značný růst v 80. letech, v době rozšíření videa a oba jsou v rámci USA soustředěny zejména v Kalifornii. Někteří herci překračují hranice obou žánrů (heterosexuální muži účinkují v masturbačních scénách gay filmů, herečky zde vystupují v nesexuálních rolích, naopak gay herci však v heterosexuálním pornu obvykle neúčinkují). Gay pornoprodukce oproti heterosexuální téměř postrádá „softcore“ verze (bez zobrazení penetrace), neboť o ně není takový zájem na trhu kabelových televizí.
Gay pornografie nezřídka kopíruje normativní vzorce známé z heterosexuální pornografie, kdy jsou sexuálním rolím přisuzovány i určité tělesné typy – tops bývají vyobrazováni obecně jako mužnější, dominantnější, bottoms jako feminnější. Přesto však hranice nejsou tak striktní jako v heterosexuálním pornu a tyto stereotypy narušují zejména verzatilní herci a tzv. „flip-flop“ scény, v nichž si herci vzájemně vyměňují role. Téměř nutností je v gay pornu viditelná ejakulace a dalším častým klišé je, že třetí strana, která objeví pár při sexu se k němu přidá.

### Evropská studia
V době před digitalizací byl jediným evropským filmovým producentem přesahujícím hranice kontinentu Francouz Jean-Daniel Cadinot. Později se stal průkopníkem tohoto odvětví ve střední Evropě Kristen Bjorn, následovaný dalšími. Nejvýraznějším se podle Thomase stal Georges Duroy a jeho studio Bel Ami působící na Slovensku a v České republice, zejména pro publikum se zájmem o mladé herce. Další centrum vyrostlo v Maďarsku, zde spíše se staršími a mužnějšími typy herců.
Mezi významná studia produkující gay pornografii v Evropě patří nebo patřila:
- Ayor Studios[21][22]
- Bel Ami (G Duroy)[23][24]
- Blake Mason
- Cazzo Film[25][26]
- Citébeur
- Clair Production[27]
- Comme des Anges
- CzechHunter
- EnglishLads
- Eurocreme[28]
- Eboys Studio[29][30]
- Foerster Media (FMA Produktions- & Distributions GmbH)
- Hammer Entertainment[31]
- HotMale
- Ikarus Entertainment[32][33]
- Jean-Daniel Cadinot (JDC Productions)
- Kristen Bjorn
- Lucas Kazan Productions (LKP Productions)[34]
- Man's Art (Street Boys, XY-Studios)[35][36][37]
- Man's Best[38][39]
- Men at Play
- Menoboy
- Millivres Prowler (Euroboy)[40][41]
- OTB Video
- Raw Films[42]
- S.E.V.P. (Scandinavian Erotic Video Production)[43]
- Sk8erboy
- Stag homme studios[44]
- Staxus[45]
- Triumvirate Productions[46][47][48]
- Triga Films
- Vimpex Gay Media[49]
- William Higgins

### Americká studia
Americká gay pornografická produkce byla ve vrcholném období své filmové tvorby soustředěna do New Yorku, San Francisca a Los Angeles. Když v 80. letech převládla videoprodukce, stáhla se téměř výhradně do Los Angeles (výjimku představovala společnost Falcon sídlící v San Franciscu). I v 90. letech nově vznikající studia Titan a Raging Stallion byla situována v Los Angeles. S rozvojem digitálních technologií se pak znovu obnovil status San Francisca jako druhého hlavního města (přesídlilo sem např. studio Colt a Studio 2000). Další silnou společnost založil ruský imigrant Michael Lucas v New Yorku, takže Joe A. Thomas uvádí, že se svět gay porna v určitém smyslu „navrátil ke svým kořenům s třemi hlavními městy“.
Mezi významná studia gay pornografie sídlící ve Spojených státech amerických patří:
- Active Duty
- Bijou Video
- ChaosMen
- Cobra Video
- COLT Studio Group
- Corbin Fisher
- Channel 1 Releasing
- Falcon Entertainment
- Fratmen
- Helix Studios
- High Drive Productions
- Hot House Entertainment
- Jet Set Men
- Lucas Entertainment
- Next Door Studios
- Puppy Productions
- Raging Stallion Studios
- Randy Blue
- Sean Cody
- Studio 2000
- Studmall
- Titan Media
- Treasure Island Media
- YMAC – Young Male Adult Company

V latinské Americe je na čele v produkci gay pornografických filmů Brazílie, reprezentovaná např. studiem Alexander Pictures.

### Ocenění
Za výkony, produkty a služby v oblasti gay pornografie se v USA udílí různá ocenění. Mezi nejvýznamnější patřily ceny GEVA (Gay Erotic Video Awards) udílené v letech 1992 až 1998 a GayVN Awards, které se roku 1999 vyčlenily z obecných ocenění pornoprůmyslu AVN Awards. Od roku 1991 jsou udělovány chicagským gay časopisem Adult Erotic Gay Video Awards přezdívané Grabbys. Od roku 1994 vyhlašoval provozovatel serveru XX Factor ceny Hard Choice Awards a od roku 2010 společnost TLA ceny TLA Gay Awards.
Kategorie související s gay pornografií se vyskytují od roku 2001 i u internetových cen Cybersocket Web Awards a od druhé poloviny nultých let u cen XBIZ Awards. Určitou návaznost mají také ceny International Escort Awards přezdívané Hookies, které jsou udělovány od roku 2007.
Na evropské půdě proběhlo od poloviny nultých let několik pokusů o zavedení podobných ocenění. Byly to ceny David udílené od roku 2006 německým magazínem GAYeLINE v Berlíně u příležitosti erotického veletrhu Venus
a European Gay Porn Awards (EGPA) udílené roku 2007 v Amsterdamu
a o rok později v Berlíně.
Žádné z těchto cen však neměly dlouhého trvání. Kontroverze u obou vyvolalo zahrnutí tzv. bareback produkce vyobrazující nechráněný anální styk, což bylo kritizováno zejména ze strany zavedených studií, která přijala politiku bezpečnějšího sexu.
Dosud přetrvávající evropskou cenu představuje HustlaBall Award, udílená od roku 2009 u příležitosti berlínského řetězce tanečních zábavních akcí HustlaBall (ty probíhají od roku 2003).

## Publikum a sociální kontext
V americkém průzkumu z roku 1979 víc než polovina z 1038 respondentů uvedla, že někdy využili k sexuální stimulaci pornografii.
Podle průzkumu provedeného v roce 1997 mezi čtenáři časopisu Frontiery asi čtvrtina sleduje porno jednou za měsíc a asi 15 % jednou týdně.
Další americká studie z roku 2004 došla k závěru, že gayové sledují porno na videu nebo na internetu víc než dvakrát častěji než heterosexuální muži.
Thomas uvádí, že sledování gay porna někdy přiznávají i heterosexuální ženy. Překvapivější však podle něj je zastoupení lesbických žen v publiku.
V roce 2001 uvedl Will McCoy ze studia Falcon, že až desetina zákazníků kupujících filmy jeho společnosti jsou ženy, a z nich přinejmenším polovina lesby.

### Gay identita
Thomas uvádí, že gay pornografie je oproti té heterosexuální více integrální součástí života gayů. Heterosexuální porno je často považováno za nebezpečné, deviantní a z hlediska většinové společnosti stigmatizující. Oproti tomu gayové coby „sexuální psanci“ nemívají takové obavy z případného označení za zvrhlíky.
Eisenberg uvádí hlubší souvislost ve vztahu homosexuality a pornografie: Skutečnost, že oba jevy jsou společností shodně přijímány či zatracovány podle něj může souviset s tím, že „obojí podporuje i vyžaduje společenskou toleranci k ne–prokreační sexualitě“, tedy k takové, která není primárně určena k plození.
Tato vazba se projevila i v paralelním vývoji emancipačního hnutí homosexuálů od 70. let 20. století a útlumu společenské i legislativní restrikce vůči pornografii. Gayové stejně jako zastánci, producenti a konzumenti pornografie se potýkali s podobně odmítavým postojem konzervativnější části společnosti. Thomas uvádí, že otevřené, běžné až okázalé přijetí sexuálního chování a jeho zobrazování v gay komunitě sloužilo k povzbuzování a prosazování gay identity. Mick Wallis z univerzity v Leedsu hovoří o tom, že pornografie zbývá gayům jako prostředek k utváření „pozitivní definice“ sebe samých, v reakci na náhled většinové společnosti redukující je jen na jejich sexuální preferenci.
Pornografie coby marginalizovaný žánr se tak stala i jedním z nástrojů k nabourávání norem většinové kultury a jakousi sjednocující silou, která otevřeně oslavovala gay sexualitu. V 90. letech 20. století pornografický artikl pronikl i do legitimních gay knihkupectví a pornohvězdy se běžně objevovaly jako hosté různých slavností a veřejných či soukromých večírků.

### Kritika
Gay pornografie však čelí také týmž výhradám jako heterosexuální pornografie, tedy že je sexistická, ponižující a násilná. Zejména pasivní partner (bottom) je z pozic kritiků vnímán jako podřízený, poddajný a pokořený, podobně jako žena v heterosexuálním pornu, a gay porno tak reprodukuje heterosexuální normy násilí a sexismu. Tyto výhrady zmírňuje skutečnost, že gay diváci se mohou identifikovat s oběma účinkujícími a v některých scénách si herci role penetrátora a penetrovaného lehce vyměňují.
Pornografie však bývá i terčem kritiky v rámci gay komunity, např. v souladu s konzervativním programem tzv. homoconů. Thomas uvádí, že z politického hlediska představuje značná akceptace pornografie v gay subkultuře určitý problém, neboť může nahrávat do karet pravicovým náboženským extremistům, kteří homosexuály definují primárně v kontextu radikálních sexuálních praktik. Soudí však, že tato negativa jsou vyvažována pozitivními hodnotami v souvislosti se sebepojetím a sexuální identitou. Jsou-li veřejné projevy stejnopohlavní náklonnosti pro gaye znepřístupňované, pak obdobnou roli jakou hrají masmédia v neustálém potvrzování heterosexuální identity, může hrát pro gaye pornografie coby jedno z mála míst, kde se homosexualita prezentuje v pozitivním světle.

## Terminologie a slang
Některé (anglické) pojmy užívné v souvislosti s gay pornografií se užívají v obdobném významu i v pornografii heterosexuální, některé se užívají v gay komunitě v sexuálním kontextu i mimo oblast pornoprůmyslu:
- Bareback (BB) – anální styk bez použití kondomu;[70] pochází z termínu jízdy na koni bez sedla (bareback riding)
- Barely legal (BL) – sotva legální, velmi mladí herci těsně splňující zákonnou normu (viz též teen)
- Bear – „medvěd“, na tváři i po těle zarostlý muž, často spíše neatletické postavy
- Blow job (BJ) – felace, orální sex
- Bottom – muž v „pasivní“ pozici při análním styku (ten, který je penetrován jiným)[70][71]
- Bukkake – několik mužů masturbuje a ejakuluje na jednoho
- Cub – mladická verze „medvěda“, doslova „mládě“, mladý zarostlý muž
- Daddy – „taťka“, starší, zralý muž neatletické postavy (viz též mature), obvykle v kontrastu s mladým partnerem typu twink označovaným v tomto kontextu jako son („syn“)
- Double penetration – dvojitá penetrace, dva muži současně penetrující jiného, častěji análně, méně též orálně
- Facial – ejakulace na tvář
- Flip-flop – scéna, během níž si herci vystřídají pozice top i bottom
- Gang bang – více mužů hromadně souložících s jedním
- Gay-for-pay – heterosexuální muž hrající v gay pornu[71]
- Glory hole – díra v zástěně na veřejných toaletách, skrz niž probíhá anonymní styk, častěji orální, případně též anální.
- Gonzo – porno, v němž je kamera součástí akce, natáčí se sami aktéři[4][70] (někdy též „POV“ z anglického point of view, úhel pohledu)
- Horsehung – velmi velký penis, „koňské velikosti“
- Hunk – atraktivní muž atletické postavy, s vypracovanými svaly a opálenou kůží
- Chub – muž s nadváhou, při těle (též v množném čísle chubbies)
- Jock – muž s postavou (a rekvizitami) profesionálního sportovce, typicky s tzv. jockstrap, spodním prádlem chránícím genitálie a odhalujícím hýždě
- Mature – porno se staršími, zralými muži
- Muscle – porno s velmi urostlými svalnatými herci
- Shemale – zjednodušeně „žena s penisem“, geneticky muž s mužskými genitáliemi, ale dokonale ženskými rysy díky užívání hormonů
- Tag team – současný styk více partnerů, typicky dvou párů v jedné místnosti nebo tří mužů v kombinaci análního a orálního styku
- Teen – porno s náctiletými herci, od 18 let
- Top – muž v „aktivní“ pozici při análním styku (ten který penetruje jiného, penetrátor)[71][70]
- Threesome nebo threeway – „trojka“, sex tří mužů
- Twink – štíhlý chlapec ve věku přibližně do 25 let
- Uncut – penis bez obřízky (též cut pro penis s obřízkou)